# حيل فرق (نزوى)
حيل فرق منطقة سكنية تقع في ولاية نزوى، التابعة لمحافظة الداخلية في سلطنة عمان. يقدر عدد سكانها بـ 987 نسمة حسب إحصاء عام 2010 التابع للمركز الوطني للإحصاء والمعلومات الحكومي. رمز المنطقة هو 50120092.

## الوصلات الخارجية
- المركز الوطني للإحصاء والمعلومات، سلطنة عمان